# Belemnospora navicularis
Belemnospora navicularis är en svampart som beskrevs av R.F. Castañeda & Heredia 2000. Belemnospora navicularis ingår i släktet Belemnospora, divisionen sporsäcksvampar och riket svampar.   Inga underarter finns listade i Catalogue of Life.